# Modelo Oppenheimer-Snyder
O modelo Oppenheimer-Snyder é uma solução para as equações de campo de Einstein baseada na métrica de Schwarzschild que descreve o colapso de um objeto de massa extrema em um buraco negro.

## História
Albert Einstein, que desenvolveu sua teoria da relatividade geral em 1915, inicialmente negou a possibilidade de buracos negros, mesmo que eles fossem uma implicação genuína da métrica de Schwarzschild, obtida por Karl Schwarzschild em 1916, a primeira solução exata não trivial conhecida para as equações de campo de Einstein. Em 1939, Einstein publicou "On a Stationary System with Spherical Symmetry Consisting of Many Gravitating Masses" no Annals of Mathematics, usando sua teoria para argumentar que buracos negros não eram possíveis.
Meses após a publicação do artigo de Einstein, J. Robert Oppenheimer e seu aluno Hartland Snyder estudaram esse tópico com seu artigo "On Continued Gravitational Contraction". Eles demonstraram que quando uma estrela suficientemente massiva fica sem combustível termonuclear, ela passará por uma contração gravitacional contínua e se separará do restante do universo por uma fronteira chamada de horizonte de eventos, que nem mesmo a luz pode escapar. Este artigo previu a existência do que hoje são conhecidos como buracos negros. O termo "buracos negros" foi cunhado décadas depois, no outono de 1967, por John Archibald Wheeler em uma conferência realizada pelo Instituto Goddard para Estudos Espaciais na cidade de Nova York. Oppenheimer e Snyder usaram a própria teoria da gravidade de Einstein para provar como os buracos negros poderiam se desenvolver pela primeira vez na física contemporânea, mas sem fazer referência ao artigo mencionado de Einstein. No entanto, Oppenheimer e Snyder fizeram referência a um artigo anterior de Oppenheimer e Volkoff sobre estrelas de nêutrons, melhorando o trabalho de Lev Davidovich Landau. Anteriormente, no mesmo ano, Oppenheimer e três colegas, Richard Tolman, Robert Serber e George Volkoff, haviam investigado a estabilidade das estrelas de nêutrons, obtendo o Limite Tolman-Oppenheimer-Volkoff. Oppenheimer não abordaria o tópico em futuras publicações.